# Vanesa Sáez
Vanesa Sáez (Burgos; 31 de octubre de 1977) es una periodista española.
Comenzó su carrera con una beca en los servicios informativos de Antena 3 en Andalucía en el año 1999. En el año 2000 pasa a formar parte de los servicios informativos de Antena 3 Castilla y León donde se mantiene hasta que en el 2002 forma parte de la redacción de Canal 4 Castilla y León. Durante el 2004 y 2005 trabaja como redactora en 
La Tribuna de Albacete y ya en el 2005 y hasta el 2006 se inicia en el periodismo meteorológico en Onda 6.
En el 2006 pasa a formar parte del Grupo Prisa hasta 2011. Desde 2005 hasta 2010 se encargó de la información meteorológica en Noticias Cuatro, Matinal Cuatro y en el canal CNN+. Durante el 2010 y hasta 2011, siguió vinculada a CNN+, compaginándolo con el canal y web Infometeo, así como a la Cadena SER.
En 2011 fue presentadora de Poker10' y redactora en la web PokerStars. Desde agosto de 2011 es redactora y reportera en La Sexta noticias.